# Eremoleon punctipennis
Eremoleon punctipennis är en insektsart som först beskrevs av Banks 1910.  Eremoleon punctipennis ingår i släktet Eremoleon och familjen myrlejonsländor. Inga underarter finns listade i Catalogue of Life.